# Dorfkirche Wetzdorf

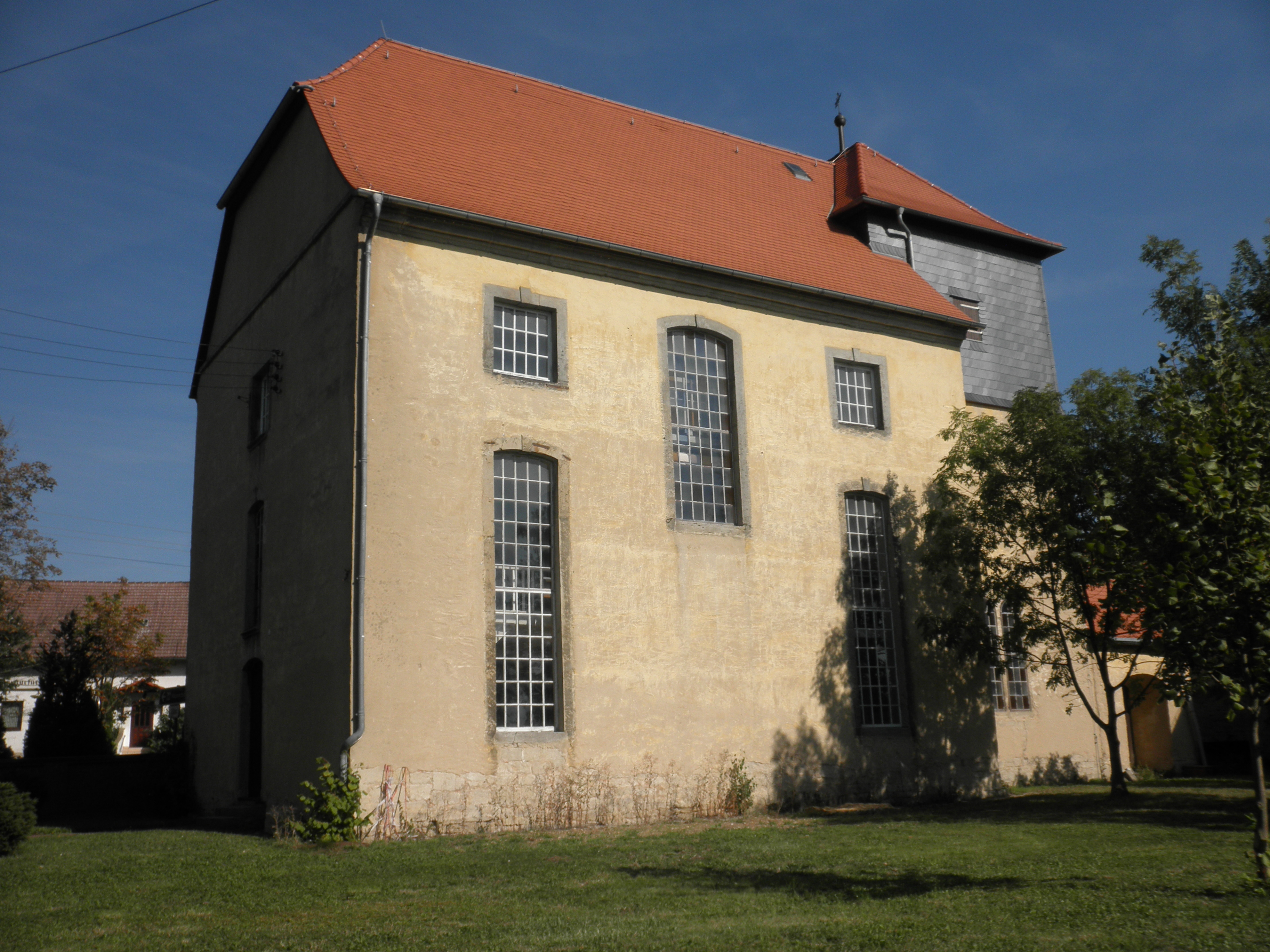
Die Kirche

Die Dorfkirche Wetzdorf steht im Ortsteil Wetzdorf der Stadt Schkölen im Saale-Holzland-Kreis in Thüringen. Sie gehört zum Pfarrbereich Dorndorf-Steudnitz im Kirchenkreis Eisenberg der Evangelischen Kirche in Mitteldeutschland.

## Lage
Die Kirche steht am südlichen Rand des Dorfes und wird von den Landesstraßen 1070 und 2306 an der Nord- und Ostseite tangiert.

## Geschichte
Die Kirche wurde 1755 als Barockkirche mit Zwiebelturm errichtet. Die Apsis ist älter. Die Grundmauern stammen von der Vorgängerkirche. Um 1800 wurde der Kirchturm wieder abgerissen, worauf die Kirche ihr jetziges Aussehen erhielt.

## Inneneinrichtung
Der barocke Kanzelaltar wurde 1999/2000 saniert.
Die Orgel von 1755 auf der zweiten Empore wurde 2004–2006 von Orgelbauer Blumenstein restauriert. Dabei erhielt die Orgel das im Ersten Weltkrieg ausgebaute Zinnprospekt zurück. Fast alle Pfeifen wurden über Stifterbriefe finanziert.

## Glockenhaus
Das Glockenhaus nördlich des Gotteshauses steht nördlich der tangierenden Straße auf einem gepflegten Platz. Es beherbergt die 196 kg schwere Glocke, welche Christian August Mayer 1821 in Rudolstadt goss.